# Teatro nazionale "Marin Sorescu" di Craiova
Il teatro nazionale "Marin Sorescu" di Craiova, noto in precedenza come Teatro nazionale di Craiova, è un'istituzione culturale pubblica dipendente dal Ministero della cultura e del patrimonio nazionale. Fondato nel 1850, dopo la rivoluzione romena del 1989 venne intitolato allo scrittore Marin Sorescu. L'odierno edificio progettato dall'architetto Alexander Iotzu venne inaugurato il 21 aprile 1973.

## Storia
Il teatro fu fondato nel 1850 da Costache Caragiali, un profugo di Bucarest sospettato di aver preso parte ai moti del '48, assieme agli attori C. Serghie e C. Mihăileanu. Nei primi decenni della sua esistenza, il teatro vide solo spettacoli di intrattenimento e vaudeville come Muza de la Burdujeni, Carantina, Nuntă tigănească, Rudele nevestei mele, Logofătul satului e Un amor romantic.
Tra il 1888 e il 1911 il teatro disponeva di una pregevole compagnia di operette, che eseguiva spettacoli con opere di compositori viennesi, Strauss in primis, poi nel Novecento l'attenzione si concentrò sulle rappresentazioni drammatiche, principalmente i classici del dramma universale, in particolare  Shakespeare e Molière.
Nel 1854 la direzione del teatro venne affidata Theodor Teodorini, artista con studi drammatici compiuti in Francia e in Italia, nonché fondatore di una scuola teatrale romena tra i cui attori figuravano Aristizza Romanescu, Constantin Serghie, Romald Bulfinski, Mișu Fotino e Remus Comăneanu.
Nel 1956 il teatro visse uno dei suoi periodi migliori  grazie alla partecipazione di attori appartenenti alla "generazione d'oro" come Gheorghe Cozorici, Amza Pellea, Silvia Popovici, Constantin Rauțchi, Victor Rebengiuc, Dumitru Rucăreanu e Sanda Toma, tutti allievi del regista Vlad Mugur.
Tra il 1989 e 2004 vi fu una proficua collaborazione col regista Silviu Purcărete, che diresse opere come Piticul din gradina de vară di D.R. Popescu (1989), Ubu rex con scene di Macbeth (1990), Tito Andronico (1992), Fedra (1993), Les Danaïdes (1995) e Oreste (1998). Altri registi che lavorarono in questo teatro nello stesso periodo furono Vlad Mugur, Gábor Tompa, Mihai Măniuțiu, Mircea Cornișteanu, Claudiu Goga e László Bocsárdi.
Con l'inaugurazione dell'edificio il 21 aprile 1973, Constantin Gheorghiu fondò qui il museo nazionale del teatro, che dispone di un archivio documentario che va dal 1837 fino ai giorni nostri e che comprende manifesti, programmi, fotografie, dipinti, bozzetti di scenografie e costumi che illustrano la storia dello spettacolo nel corso degli anni, volumi annotati, quaderni di regia e corrispondenza.